# رالف ويلسون (رجل أعمال)
رالف ويلسون (بالإنجليزية: Ralph Wilson)‏ هو شخصية أعمال أمريكي، ولد في 17 أكتوبر 1918 في كولومبوس في الولايات المتحدة، وتوفي في 25 مارس 2014 في غروس بوينت شورز في الولايات المتحدة.

## وصلات خارجية
- رالف ويلسون على موقع إن إن دي بي (الإنجليزية)